# Triumfetta calderonii
Triumfetta calderonii är en malvaväxtart som beskrevs av Standley. Triumfetta calderonii ingår i släktet triumfettor, och familjen malvaväxter. Inga underarter finns listade i Catalogue of Life.